# Nikolaos Kaklamanakis
Nikolaos "Nikos" Kaklamanakis (em grego:  Νικόλαος Κακλαμανάκης; Atenas, 19 de agosto de 1968) é um desportista grego.
Dono da medalha de ouro da categoria Mistral nos Jogos Olímpicos de Verão de 1996, Kaklamanakis foi o responsável por acender a pira olímpica na cerimônia de abertura dos Jogos Olímpicos de Verão de 2004. Na mesma edição, ganhou a medalha de prata, também na categoria Mistral.